# El Menzeh
EL Menzeh, ((ar):  المنزه, (zgh) ⵍⵎⵏⵣⵀ, prononcé Lmen'zah /lmənzæh/) est un ancien hameau rural de la préfecture de Skhirat-Témara, devenu un quartier de la ville de Rabat.
Sa population était de 11 370 habitants en 2014.

## Liens externes

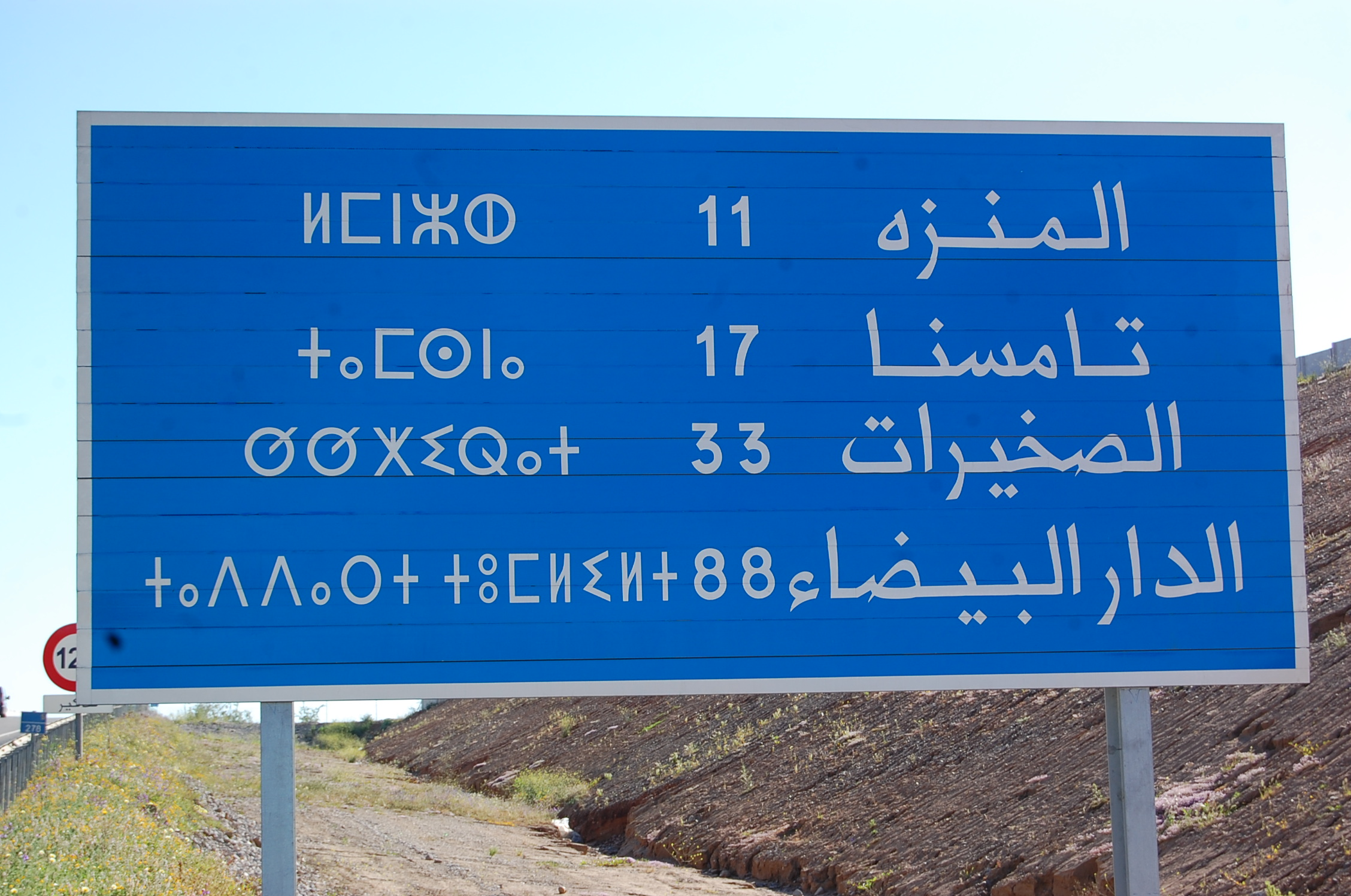
panneau avec le nom du village en alphabet arabe et tifinagh (11 km) sur la rocade de Rabat